# Vườn quốc gia Liwonde
Vườn quốc gia Liwonde, còn gọi là Khu bảo tồn Động vật Hoang dã Liwonde, là một vườn quốc gia ở miền nam Malawi, gần biên giới Mozambique. Vườn quốc gia này được thành lập vào năm 1973, và được quản lý bởi tổ chức phi lợi nhuận African Parks từ tháng 8 năm 2015.

## Mô tả và địa lý
Vườn quốc gia Liwonde nằm ở phía vùng Nam Malawi, ở ngay phía nam hồ Malawi, gần biên giới Mozambique. Nó nằm chủ yếu trong quận Machinga, nhưng cũng nằm trong huyện Mangochi. Huyện Balaka nằm dọc biên giới phía tây của nó. Khu bảo tồn rộng 548 cây số vuông  rừng cây và thảo nguyên khô. Một phần của sông Shire dài 30 km chạy qua công viên bao gồm một phần của bờ hồ Malombe, cách hồ Malawi 20 km về phía nam. Một phần đã được bổ sung vào năm 1977 ở phía bắc của vườn quốc gia kết nối nó với Khu bảo tồn Rừng Núi Mangochi.
Vườn quốc gia này được quản lý bởi các Vườn Châu Phi cùng với các cộng đồng địa phương đại diện bởi Hiệp hội Thượng Shire về Bảo tồn Vườn quốc gia Liwonde và 31 Ủy ban Tài nguyên Thiên nhiên Làng xung quanh Liwonde.. Liwonde có chu vi 129 km, không có hiệu lực cho đến khi tổ chức phi lợi nhuận African Parks xác nhận kế hoạch xây dựng một đường ranh giới đầy đủ vào năm 2015. mà đã hoàn thành.

## Lịch sử

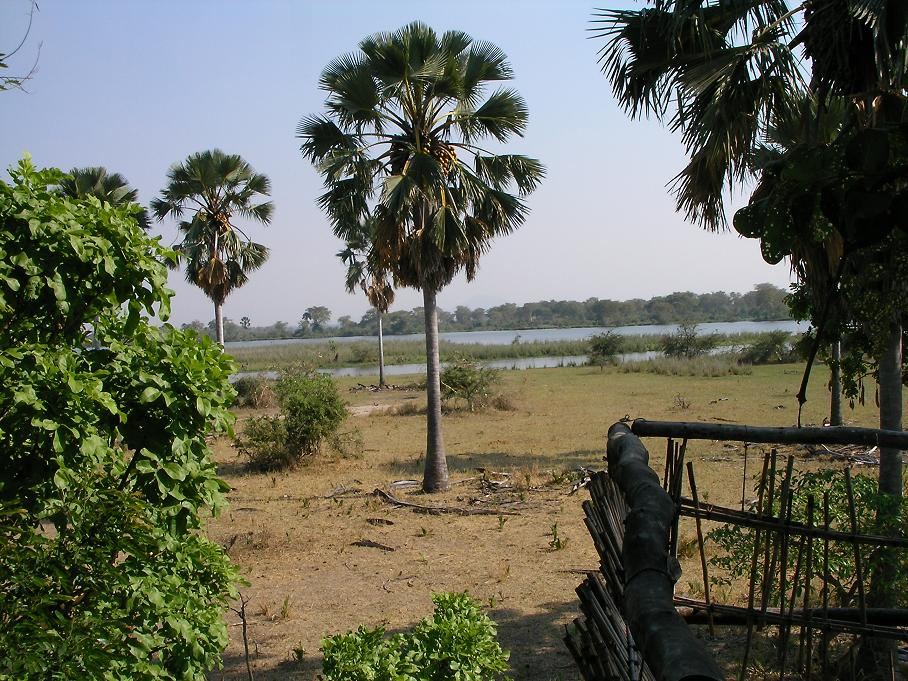
Cảnh sông Shire, tạo thành biên giới phía tây của vườn quốc gia, hình chụp năm 2008

Liwonde được thành lập năm 1973. Khi vườn quốc gia được công bố, nhiều cư dân buộc phải di dời đến các cộng đồng cư trú bên ngoài công viên, dẫn đến những ngôi làng ở ngoại vi của công viên có mật độ dân số tương đối cao so với phần còn lại của cả nước. Trước khi công viên được tạo ra, đất đai được sử dụng cho nông nghiệp, phần lớn là sinh kế. Bông, ngô, thuốc lá và gạo là những loại cây trồng chính và nghề đánh cá là một ngành công nghiệp quan trọng. 
Tổ chức các vườn quốc gia châu Phi đã tiếp quản Liwonde vào tháng 8 năm 2015, sau khi Cục Vườn quốc gia và Động vật Hoang dã Quốc gia Malawi gia nhập.. Việc xây dựng lại hàng rào của vườn quốc gia là một ưu tiên hàng đầu cho tổ chức nhằm giảm xung đột giữa con người và động vật hoang dã bằng cách giữ các động vật trong ranh giới của Liwonde và giảm sự săn trộm. Chi phí xây hàng rào vườn quốc gia có chi phí 1,6 triệu đô la Mỹ và mất khoảng 18 tháng để hoàn thành.
Vào năm 2015, USACOL đã đóng góp cho K8.3 triệu từ Chương trình Phát triển Liên hợp quốc về bảo tồn công viên. Dự án, được báo cáo kéo dài từ tháng 4 đến tháng 12, do USACOL và CBNRM quản lý, cả hai đều là một phần của Liên minh Điều phối Phục hồi Môi trường. Theo điều phối viên quốc gia của CBNRM, dự án khuyến khích các cộng đồng địa phương "tham gia bảo tồn và quản lý tài nguyên thiên nhiên".

## Hệ động vật

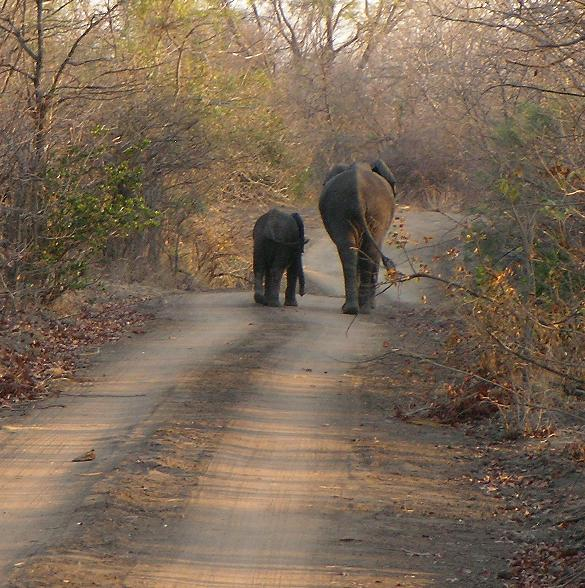
Voi theo một trong những con đường của vườn quốc gia, 2008

Liwonde có khoảng 12.000 loài động vật có vú lớn, và có hơn 380 loài chim. Các loài động vật có vú lớn bao gồm trâu châu Phi, linh dương (bao gồm các loài linh trưởng thường gặp, linh dương không cổ có nguy cơ bị tuyệt chủng và cá nước), khỉ đầu chó, tê giác đen, linh dương bụi rậm, voi, hà mã, impala, kudu, khỉ và lợn bướu. Công viên là nơi có hàng chục loài động vật có vú ăn cỏ,  cũng như cá sấu.
Liwonde đã rất tích cực trong các nỗ lực bảo tồn và các chương trình di chuyển động vật. Từ năm 1990, các con voi, tê giác đen, chim muông, chim cạp, linh dương vằn Kudu, linh dương đen Đông Phi, lợn rừng châu Phi, linh dương nước và ngựa vằn đã được di dời đến hoặc từ vườn quốc gia. Trong năm 2011, một cuộc khảo sát về vườn quốc gia này được tài trợ bởi Tổ chức Wildeness Trust ước tính có khoảng 545 con voi, 506 con trâu, 491 con nai trắng, 3.159 linh dương nước, 1.526 con linh dương Impala, 1.269 con lợn rừng châu Phi và 1.942 con hà mã.  Theo CNN, vào năm 2017, có khoảng 800 con voi ở Liwonde. 

### Voi
Vườn quốc gia này được biết đến với dịch vụ ngắm voi  và những nỗ lực bảo tồn. Các Công viên Châu Phi đã giúp các quan chức công viên chuyển 70 con voi từ Liwonde và Mangochi đến Khu dự trữ Game Majete năm 2008. Trong thời gian từ tháng 6 đến tháng 8 năm 2016 và năm 2017, Công viên Châu Phi đã di chuyển khoảng 500 con voi từ Liwonde và Majete đến Khu bảo tồn Động vật Hoang dã Nkhotakota, và thêm 34 con voi từ Liwonde đến vườn quốc gia Nyika.  Dự án trị giá 1,6 triệu đô la được tài trợ bởi Nationale Postcode Loterij và Quỹ Wyss, trong số các nhà tài trợ khác. Tổ chức các vườn quốc gia châu Phi báo cáo có 578 con voi trong công viên trong bản báo cáo năm 2016 của họ, sau khi di dời.